# Ralph Bulmer
Ralph Neville Hermon Bulmer (ur. 1928 w Hereford, zm. 1988 w Auckland) – brytyjski antropolog. 

## Życiorys
Kształcił się w Cambridge, gdzie w 1953 r. uzyskał bakalaureat, oraz na Australijskim Uniwersytecie Narodowym, gdzie doktoryzował się w 1960 r. Prowadził badania w Sor-Varanger (1950) i Papui-Nowej Gwinei (1954–1960). Wśród jego publikacji można wymienić: Why is the Cassowary not a bird? A problem of zoological taxonomy among the Karam of the New Guinea Highlands (Man 1967), Birds of My Kalam Country (1977). Praca etnograficzna Ralpha Bulmera wśród ludów Kalam z Nowej Gwinei wyznaczyła standardy współczesnych badań z zakresu etnobiologii i etnozoologii. Ralph Bulmer był także profesorem antropologii na Uniwersytecie Papui-Nowej Gwinei (1968–1974) oraz profesorem antropologii społecznej na Uniwersytecie w Auckland (1974–1988).